# Конверт грампластинки

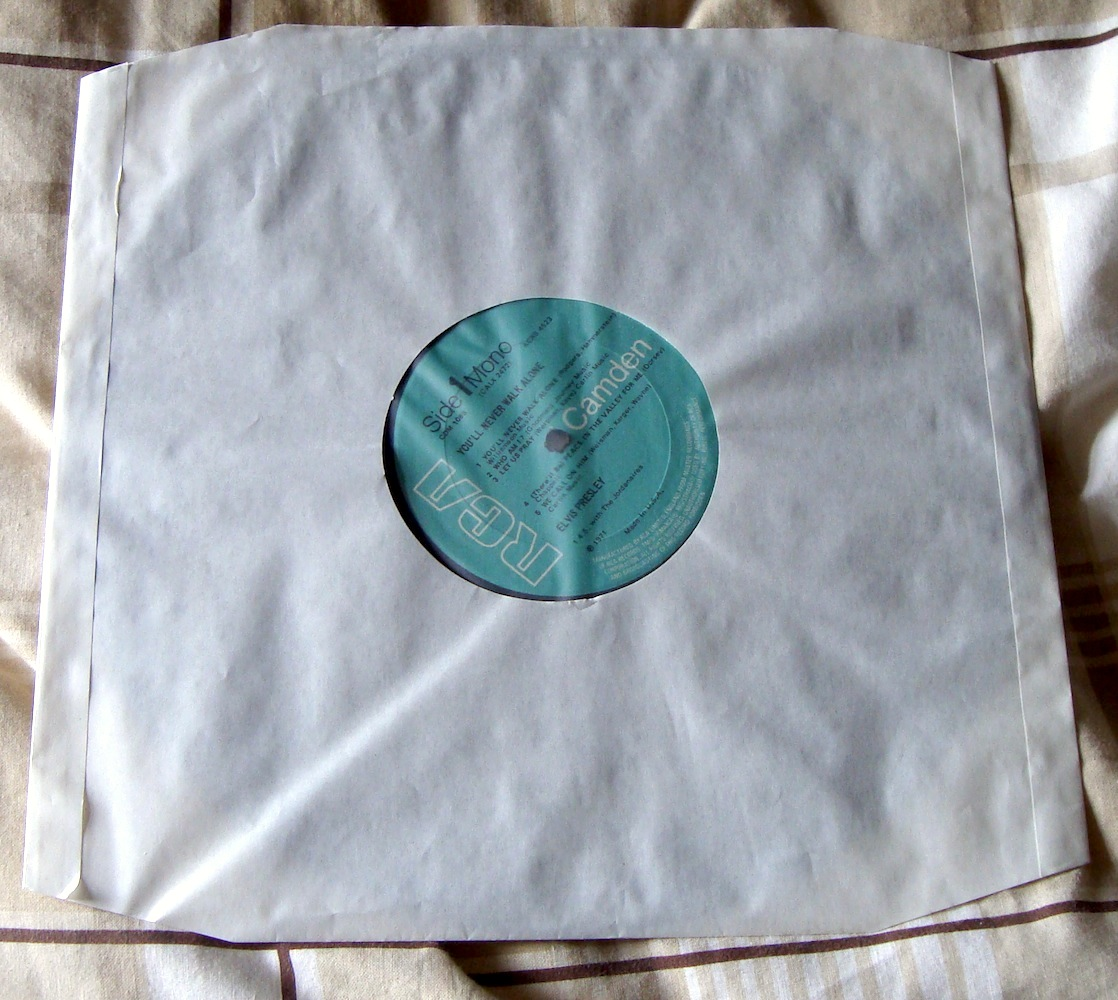

Конве́рт вини́ловой пласти́нки — оболочка (обложка, конверт) для вкладывания грампластинок, предназначенная для сохранения записей и их художественного оформления. Особенное развитие обложка виниловой пластинки получила в 1960-е — 1970-е гг., когда оформление пластинок выделилось в отдельную сферу дизайна и художественного творчества, названную album cover art(перевод?).
Известными иллюстраторами конвертов являются Дерек Риггс, Роджер Дин, Сторм Торгерсон, Энди Уорхол.

## От изобретения грамзаписи до 1950-х гг.

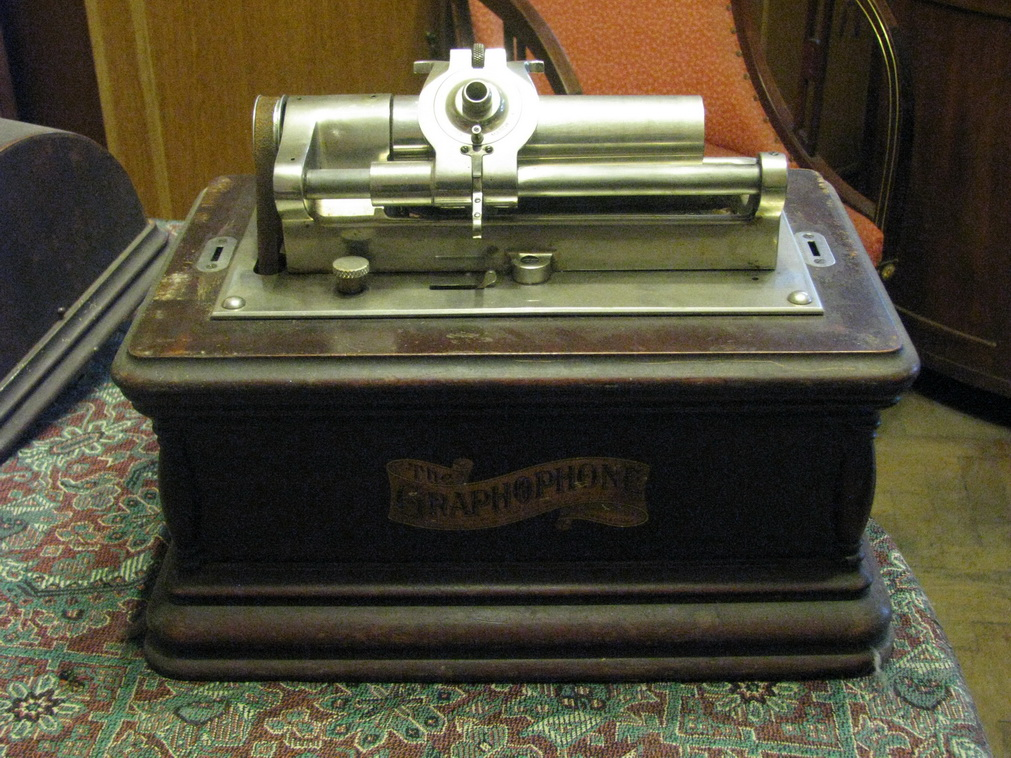
Графофон Эдисона

Первые звуковые записи были сделаны Томасом Эдисоном, создавшим фонограф — первый аппарат для записи и воспроизведения звуков.

 музыка стала материалом для быстро растущей индустрии. <…> Музыка отделилась от определенной атмосферы или определенных событий <…>. Музыка стала товаром. Это не было особенно заметным до четвертого десятилетия существования музыкальной индустрии, когда упаковка грампластинок с помощью определенных знаков не стала более эффективным медиатором между музыкантами и их публикой. 
Действительно массово в домах музыка появилась с изобретения граммофона и граммофонной пластинки, и теперь музыкальное произведение идет «навстречу публике», «хоровое произведение, прозвучавшее в зале или под открытым небом, можно прослушать в комнате».
За время существования музыкальной индустрии многое изменилось: в технологиях звукозаписи, музыкальных течениях, и, конечно же, в том, в каком «виде» музыка попадает к нам в руки: от невзрачных картонных коробочек для «валиков» Эдисона до обложек альбомов наших дней.

Говорящая машина, еще недавно считавшаяся научной, внушающей благоговъніе мистеріею, съ которою публика случайно встръчалась развъ только на выставкахъ, является нынъ, въ полномъ смысле слова, задушевнымъ другомъ многихъ тысячъ семей. Несомнънно, что графофонъ представляетъ собою драгоцъннъйшій вкладъ науки, предназначенный для развлеченія и поученія человъчества. 
Изначально записи делались на валиках, а упаковка их была примитивной. Первые диски также не получили особого оформления: сначала их продавали вообще без упаковки, затем появились простые конверты из желтого картона, в которые упаковывали пластинки сами магазины, в которых они реализовывались.
В 1910-1920-е годы производители начинают упаковывать пластинки на производстве. Теперь для пластинок используются типовые конверты, часто с рекламой другой продукции производителей.
В целом в период до Второй мировой войны преобладали однотипные, универсальные обложки.
Иногда создателем искусства оформления обложки пластинки называют графического дизайнера  Александра Штайнвайса, работавшего в  Columbia. Он первым начал делать художественные иллюстрации, относящиеся к музыке, а также создал узнаваемый стиль обложек Columbia.
Обложки джазовой музыки занимают особое место, так как получали особое оформление в связи с тем, что независимые компании, занимавшиеся только джазом, более творчески подходили к решению оформительских задач. Здесь мы можем увидеть и фотографию и графику в духе модернизма.

## Конверты пластинок во второй половине XX века
В середине 1960-х рок становится всё популярнее и музыканты начинают влиять на оформление записей: они нанимают дизайнеров, художников, фотографов и сами делают для себя обложки.
Особенное развитие получили психоделические обложки с явной отсылкой к ар-нуво. Здесь дизайнеры активно использую шрифты рубежа XIX-XX веков, порой едва читаемые.
К 1960-м годам относится начало творческого пути таких известных оформителей как Сторм Торгерсон и Роджер Дин, оказавших влияние на последующие поколения дизайнеров.
1960-е — 1970-е годы можно назвать пиком в развитии оформительского искусства в этой области графического дизайна.
«Белый альбом»: у группы «The Beatles» (1968)  
 
«Чёрный альбом»: у группы «Кино» (1991), «Metallica» (1991), Prince (1994).

## В культуре
Королевской почтой Великобритании были отобраны десять лучших обложек грампластинок, для выпущенной в январе 2010 года серии почтовых марок «Классические обложки альбомов».